# Nationaal park Nahanni
Het nationaal park Nahanni (Engels: Nahanni National Park Reserve) is een nationaal park van Canada gelegen in het zuidwesten van de Northwest Territories, op 500 km ten westen van de stad Yellowknife.
Het park in de Mackenzie Mountains bergketen beslaat een gebied van zo'n 30.050 km². Centraal in het park ligt de South Nahanni River, een belangrijke zijrivier van de Liard. De wildwaterrivier doorsnijdt vier canyons in het gebied, passeert de 90 m hoge Virginia Falls watervallen en mondt dicht bij Nahanni Butte uit in de Liard, net buiten de grenzen van het parkdomein.
Het park was bij de opening in 1972 door toenmalig premier Pierre Trudeau 4.766 km² groot, maar werd met 23.000 km² uitgebreid in 2003 en in 2007 en 2009 verder vergroot tot de huidige omvang. Strikt gezien is het Park Reserve, wat betekent dat het wel een natuurreservaat is maar geen Nationaal Park volgens de Canadese regelgeving ter zake.
Het reservaat was een van de eerste vier natuurgebieden die als werelderfgoed erkend werden tijdens de 2e sessie van de Commissie voor het Werelderfgoed in 1978 en op de Werelderfgoedlijst van UNESCO geplaatst werden

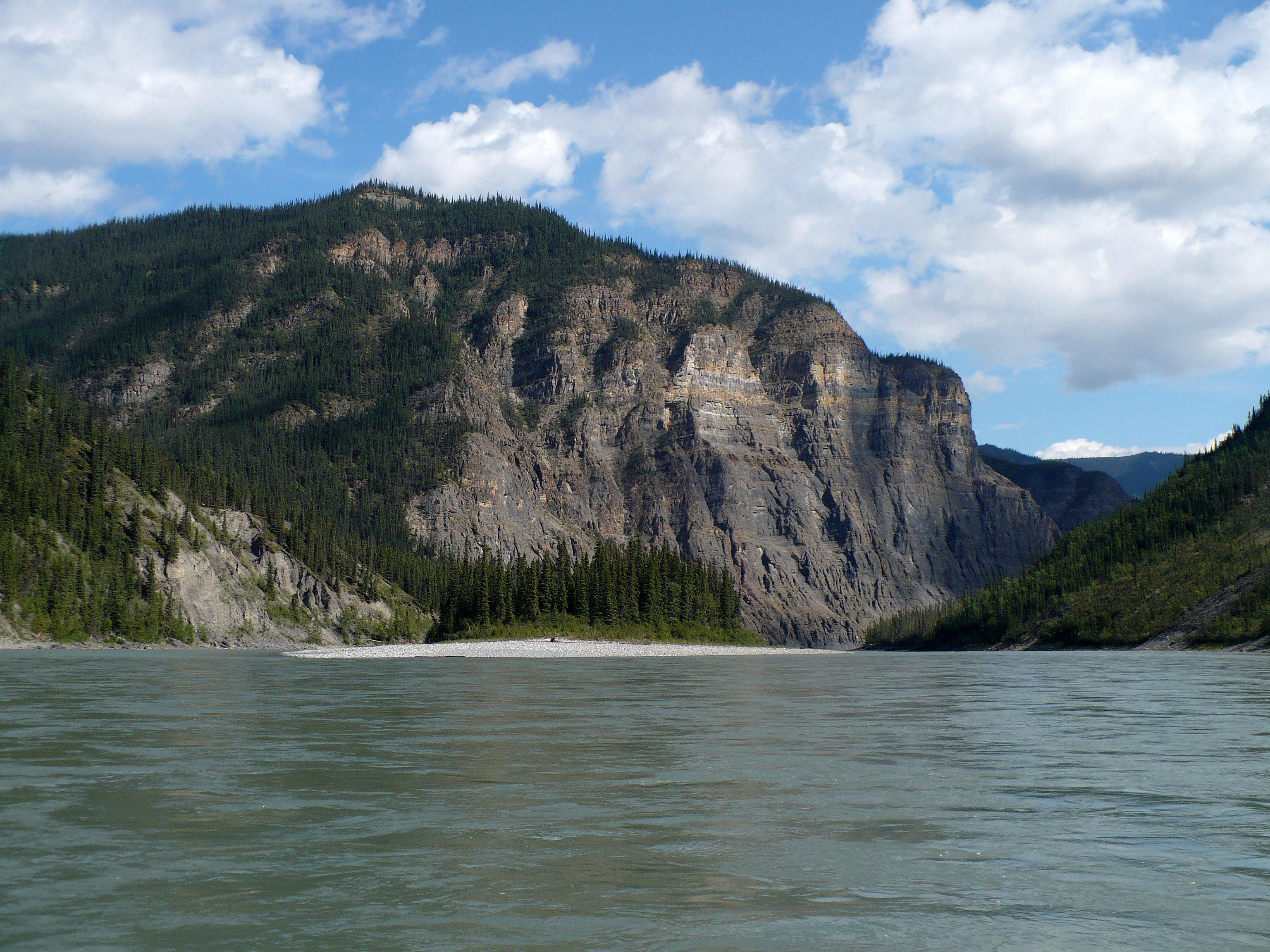
Derde canyon